# Devnya Valley
Das Devnya Valley (bulgarisch Девненска долина Dewnenska dolina) ist ein 2,5 km langes und 700 m breites Tal auf der Livingston-Insel im Archipel der Südlichen Shetlandinseln. Im Levski Ridge der Tangra Mountains liegt es an den nördlichen Hängen des Great Needle Peak und des Helmet Peak. Nach Norden öffnet es sich zum Huron-Gletscher.
Bulgarische Wissenschaftler kartierten es zwischen 2004 und 2004. Die bulgarische Kommission für Antarktische Geographische Namen benannte das Tal 2005 nach der Stadt Dewnja im Nordosten Bulgariens.